# Vyāsa

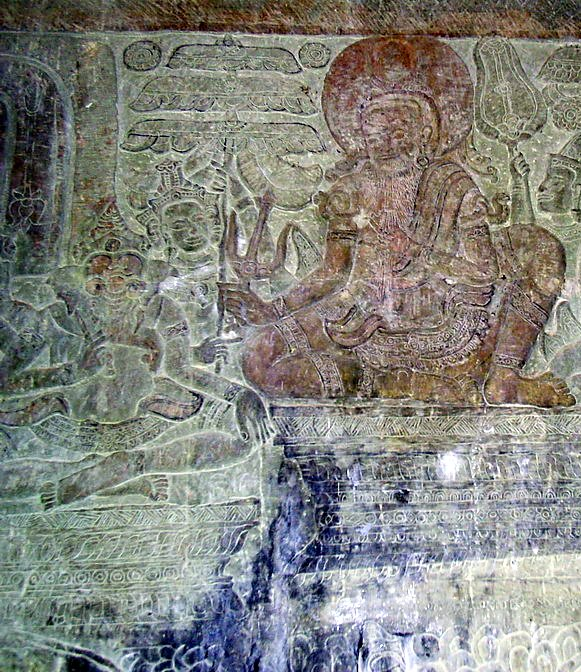
Vyāsa raffigurato nei rilievi di Angkor

Vyāsa (o Vyāsadeva, solitamente anglicizzato in Vyasa) è una figura della religione e letteratura induiste; egli è un rishi, un grande saggio, tuttavia la sua condizione si può considerare pari a quella delle varie divinità. Come Hanuman, è ritenuto essere immortale poiché è uno dei sette Chiranjeevin. Inoltre è un avatar secondario di Visnù, noto anche come l'Avatar scrittore. Vyāsa è considerato il Brahmarishi ideale, onnisciente, veritiero, il più puro tra i puri, il perfetto conoscitore dell'essenza di Brahman. Compare in modo anacronistico in numerosi testi, dall'Induismo più antico a quello più moderno. Gioca un ruolo molto importante non solo nella letteratura, ma anche nella fede di molti credenti indù.

## L'organizzatore dei Veda
La tradizione vedica vuole che, prima dell'apparizione del saggio Vyāsa, le persone comuni potessero ricordare i Veda a memoria, anche ascoltandoli una sola volta, riuscendo a capirne tutte le implicazioni. Ma nell'epoca del Kali Yuga (l'era attuale), nella quale la durata della vita e la memoria si sono notevolmente ridotte, gli individui sono spiritualmente meno acuti; per questa ragione Vyāsa discese nel mondo, e per servizio all'umanità, mise i Veda in forma scritta e li divise in quattro parti, compose tutti i 18 Purāṇa (specialmente il Bhāgavata Purāṇa); è inoltre ritenuto l'autore del Vedānta Sūtra, un importante testo Vedico che concilia versi delle Upaniṣad in apparente contraddizione tra loro. Poiché a Vyāsa è attribuita la meritevole impresa che permise all'uomo moderno di comprendere la divina conoscenza dei Veda, egli viene anche chiamato Veda Vyāsa, o "suddivisore dei Veda" (la parola vyāsa infatti può significare "dividere", "differenziare", o "descrivere").

## Autore e personaggio del Mahābhārata
È anche l'autore nonché il narratore stesso del Mahābhārata, e si ritiene che abbia domandato a Gaṇeśa di scrivere il poema sotto la sua dettatura. Gaṇeśa impose la condizione che Vyāsa avrebbe dovuto recitare senza mai fermarsi, ed il saggio pose la condizione ulteriore che Gaṇeśa avrebbe dovuto comprendere ogni verso prima di trascriverlo. Questa storia dovrebbe spiegare la ragione del complicato sanscrito con cui è scritto il Mahābhārata.
Proprio in questo poema si narrano anche le sue origini. Vyāsa è stato concepito da Sathyavati, figlia di un traghettatore, e dal saggio errante Parashara; nacque su un'isola lungo il fiume Yamuna. Divenne in seguito il padre dei principi Dhritarashtra e Pandu, avuti rispettivamente da Ambika e Ambalika, le mogli del re Vichitravirya; ebbe anche un terzo figlio, Vidura, avuto da un'ancella delle due regine.
Inoltre Vyāsa fu il nonno di entrambe le fazioni belligeranti del Mahābhārata, i Pandava ed i Kaurava. Egli fa apparizioni occasionali lungo la storia, rivestendo il ruolo di guida spirituale per i giovani prìncipi.
Durante la guerra di Kurukshetra, Vyāsa infuse a Sanjaya (un saggio alla corte del re cieco Dhritarashtra) un potere mistico che gli avrebbe permesso di vedere a distanza gli avvenimenti nel campo di battaglia, in modo da poterli raccontare al suo sovrano, preoccupato per l'esito della battaglia tra i suoi figli ed i nipoti Pandava.